# Municipio de Ansina
El Municipio de Ansina o Paso del borracho es uno de los tres municipios del departamento de Tacuarembó, Uruguay. Tiene como sede la localidad homónima.

## Ubicación
El municipio se encuentra localizado en la zona centro-este del departamento de Tacuarembó.

## Características
El municipio fue creado en 2015, a través de la Ley N.º 19319, en cumplimiento de la Ley N.º 19272, que determina la creación de municipios en aquellas localidades con más de 2000 habitantes. La ciurcunscripción adjudicada para este municipio fue la TBE del departamento de Tacuarembó.

## Territorio y demografía
El territorio correspondiente a este municipio comprende un área total de 792,2 km², y alberga una población de 3289 habitantes de acuerdo a datos del censo del año 2011, lo que implica una densidad de población de 4,2 hab/km².

## Autoridades
La autoridad del municipio es el Concejo Municipal, compuesto por el Alcalde y cuatro Concejales.
| Nº | Alcalde                   | Partido             | Inicio del mandato      | Fin del mandato         | Observaciones     | Concejales                                                                             |
| -- | ------------------------- | ------------------- | ----------------------- | ----------------------- | ----------------- | -------------------------------------------------------------------------------------- |
| 1  | Pablo Ariel de los Santos | Partido Nacional PN | 9 de julio de 2015      | 26 de noviembre de 2020 | Alcalde elegido   | Adhara Falcón (PN) Ana Camejo (PN) Renee Pereira (PN) Pablo Silveira (FA)              |
| 2  | Ana Isabel Camejo         | Partido Nacional PN | 27 de noviembre de 2020 | 2025                    | Alcaldesa elegida | Pablo de los Santos (PN) Venecia Guedes (PN) Walter Martínez (PN) María Izquierdp (PN) |